# 極黒のブリュンヒルデ
『極黒のブリュンヒルデ』（ごくこくのブリュンヒルデ、英：Brynhildr in the Darkness）は、岡本倫による日本の漫画作品。『週刊ヤングジャンプ』（集英社）にて2012年9号から2016年18号まで連載された。

## 概要
本作品は、岡本倫が2002年から2005年にかけて週刊ヤングジャンプで発表した、『エルフェンリート』の系統を継承したサイエンス・ファンタジー作品であり、陰惨描写要素の多い「ダーク系」ならび「ダーク・ファンタジー」を取り入れたSF漫画でもある。
なお、ブリュンヒルデは、北欧神話における半神の女神『ワルキューレ』（古ノルド語におけるヴァルキュリア）の1人で、長姉である。リヒャルト・ワーグナーの『ニーベルングの指環』、またその原典である『ニーベルンゲンの歌』などに異なる立場で登場する。
2014年にテレビアニメ化され、同年4月から7月にかけてTOKYO MXほかにて放送された。
2016年5月時点でコミックス累計発行部数は170万部を突破している。

## あらすじ
一度見聞きしたことを忘れない特殊能力を持つ高校生・村上良太は、子供の頃に事故で死なせてしまった幼馴染の少女・クロネコのことが忘れられず、彼女と交わした「宇宙人の存在を証明する」という約束を果たすべくNASAを目指して学年トップの成績を維持し、天文部で毎日夜空を見上げて探し続けていた。
ある日、良太の前にクロネコと瓜二つの転校生・黒羽寧子が現れる。彼女は、非人道的な人体実験を行っている研究所から逃げ出してきた《魔法使い》であり、物体を破壊する「破撃」の力を持った超能力者だった。魔法使いたちの首の後ろには「ハーネスト」と呼ばれる制御装置が埋め込まれており、「鎮死剤」と呼ばれる延命薬を毎日飲まないと、身体を維持することができずに死んでしまうという。
やがて良太は、未来におこる死を「予知」する力を持つ橘佳奈、電子機器を操作する「操網」の力を持つカズミ＝シュリーレンツァウアー、他人と位置を入れ替える「転位」の力を持つ鷹鳥小鳥、怪我を治す「再生」の力を持つ若林初菜たちと一緒に暮らし始める。人目を避けながらではあるが、つかの間の穏やかな幸せを感じる仲間たち。
自分たちの能力を駆使して、次々と送り込まれてくる格上の能力を持っている魔女の刺客たちを撃退していく中で、研究所の上層部「高千穂」で進行する恐るべき計画と、それに抗うレジスタンス組織「ヘクセンヤクト」の存在、自らの望みを叶えようとする研究所の所長九千怜の暗躍、そして《魔法使い》についての隠された謎が判明していく。

## 登場人物

### 主要人物
村上 良太（むらかみ りょうた）
声 - 逢坂良太（幼少期 - 佐藤利奈）
本作の主人公。NASAの研究員を目指す高校2年生。唯一の天文部員であり、毎日天文台の望遠鏡で星を観察している。学校では女嫌いとして有名だが、クロネコとの過去から接するのが苦手なだけであり、巨乳好きな一面も見せる。2年生でありながら大学模試で全国3位になるほど学業の成績は良く、一度見たものを全て記憶する能力がある。これは後述の転落事故の際クロネコと共に#ヴィンガルフ（魔女の宮殿）の研究員に作り変えられて得た能力。なぜクロネコは捕らえられ良太は解放されたかは不明だが、アフロディーテ（奈波）は「（理由を）聞いたら死にたくなる」と発言している。2歳の頃に父親と弟は事故で他界しているため、厳格な母親と2人で暮らしており、家事全般を担当している。家庭教師のアルバイトをしている。
崖崩れで死ぬところを寧子に助けられたことで強い恩義を感じており、彼女たちのために食事や住居を提供し、鎮死剤の精製のために奔走し、研究所の刺客に襲われた際は命がけで助けることを決意している。
頭の回転が速く、刺客への対処や敵の施設に乗り込む際の作戦は良太が立案している。一方で女心には鈍感であり、佳奈やカズミからはたびたび指摘されている。
10年前に転落事故で死に別れたクロネコへの想いをずっと引きずっており、記憶を失った寧子にも恋心を抱いていたが、誤解により寧子に嫌われ、カズミから自分への想いを告白されたことで、カズミと付き合うことを決意して交際を始めた。
黒羽 寧子（くろは ねこ）
声 - 種田梨沙
本作のメインヒロイン。良太のクラスに転校してきた美少女。一見スレンダーに見えるが実はグラマラスな体型。身長163cm、スリーサイズはB89/W57/H87でDカップ。容姿がクロネコと酷似しており、胸の辺りに同じようなホクロがある。身体を改造された「魔法使い」であり、#ヴィンガルフ（魔女の宮殿）の実験台として10年間研究所にいたが移送中に脱走した。脱走直後は佳奈と共に廃村の空き家に住んでいたが、火の不始末で家を燃やしてしまったため、天文部に移り住んだ。
普段は冷静に見えるが、焦りを感じるとやや感情的になる。
自らの周辺のものに力を伝え、岩など大きな物体も一瞬で破壊する、「破撃」の魔法を使う。ただし、細かい調節はできず小さなものには向かない。基本的に生き物には通じないが、腕相撲など人間に直接触れた場合には自らの腕力を一時的に強化することができる。近くにある物体を操作して飛ばすことも可能である。ガラス越しでも見えているものには効果がある。
本人に自覚はないものの良太に好意を抱いており、カズミや初菜が良太にアプローチした際は嫉妬で無意識に周囲の物を魔法で破壊している。
魔法を使用するたびに虫食いのように記憶が欠けてしまい、過去の記憶の多くが抜け落ちている。長期間一般社会と隔絶した生活を送っていたこともあり、一般常識に疎く、簡単な漢字も読めず九九も知らないが、頭が悪いわけではなくむしろ頭脳明晰で、後に高校の授業にもついていけるようになった上、期末試験では良太を抜いて学年1位となった。
カズミによると、元Sクラスの「ヴァルキュリア」と呼ばれる魔法使いであり、最強の破壊魔法を持っていたが、記憶と共に力も失ってしまい、他のBクラスと同様に処分されそうになった。
良太が窮地に陥った時に現れた奈波の記憶によると、ハーネストの一番上にある非常ボタンを押すことで封印を解除できるが、99.9％の確率で失敗して溶けて死んでしまう。その後非常ボタンは良太によって（アニメ版では彼女自身の手によって）押され、封印解除に成功しクロネコとしての記憶や能力を取り戻した。現在のヴァルキュリア（真子）とは姉妹であり、対をなす裏として作られた、いわば対ヴァルキュリアの切り札である。
破撃の魔法以外にも瞬間移動魔法やマイクロブラックホールを生み出す魔法等を使うことができ、真子との最終決戦では2度に渡ってマイクロブラックホールを生み出し勝利するも、代償として良太や魔法使いに関することを含む一切の記憶を失ってしまった。また、良太とカズミが付き合っていると誤解したことで良太のことを嫌っていた。しかし心の奥底では良太に対する思いまで消えたわけではないようであり、記憶を失う前の自分のノートに書かれていた良太への思いを見たことで、良太への嫌悪感は解消した。
橘 佳奈（たちばな かな）
声 - 洲崎綾
寧子と研究所を脱走して一緒に暮らす魔法使い。14歳。身長150cm、スリーサイズはB80/W51/H72でBカップ。口が悪いが根は心優しい性格。髪型は縦ロールでゴスロリ服を着ている。実験で全身不随になり呼吸するのも困難だが、左手の指が少し動くためにキーボード付きの機械を使って会話する。食べ物を噛むことはできないが飲むことはできるため、食事はミキサーにかけたものを食べている。将棋が得意。
「予知」の魔法を使い、未来の映像を受信し、その予知は100%当たる。予知は人の死に関わるものだけであり、範囲は数秒後から2日後程度までで、遠く離れた場所の予知はできない。また、予知は行動により未来を変えることが可能で、未来が変わると別の未来が見える。
研究所にいた頃から寧子に身の回りの世話をされており、自身がCクラス判定を受け殺処分されそうになった際に寧子から命懸けで助けられたことから、寧子に並外れた恩義を感じている。カズミによると、「動こうと思えば実は動けるが、その代償として寧子が死んでしまう」と言われており、ハーネストの一番上にある非常ボタンを押すことで動けるようになるが、代償として予知が使えなくなってしまうため、寧子を守るため不自由に耐えていた。
小鳥を救うために九邸へ侵入した寧子達全員の死亡を予知したため、非常ボタンを押して動けるようになり、寧子と良太の窮地を救った。その後、良太の計らいで二学期から結花と同じ中学校に編入し、クラスメートとなった。
結花が孵卵したドラシルに食われかけた際には、失われた予知能力が一度発現しただけでハングアップしてしまうものの、以前より詳細に未来を見られる形で戻り、結花を救うことができた。その後は魔法使いが孵卵することに絶望するが、結花の励ましにより生きる気力を取り戻した。
カズミ＝シュリーレンツァウアー（Kazumi Schlierenzauer）
声 - M・A・O
寧子たちと一緒に研究所を脱走し、別行動していた魔法使い。ショートカットで身長159cm、スリーサイズはB76/W57/H81でAカップ。識別番号は2670番。ドイツ語に堪能なハーフであるが、関西弁で話しては激しいツッコミを入れる。沙織戦の後、住んでいた場所でダム工事の開発が始まったため天文部に移り住み、「オーストリアの国立アカデミーからの転校生」という設定で良太の学校へ転入しクラスメートとなった。よく良太を下ネタでからかうが、実際は処女であり、学校では良太以外の男子生徒と会話しない。
素因数分解を瞬時に計算することが可能でセキュリティ解除などあらゆるパソコンを遠隔操作するといった「操網」の魔法を使用する。ただし、インターネットへアクセスするには専用の機械「インターフェイス」が必要であり、自身のハーネストの両脇にある端子とケーブルでつながなければならない。「インターフェイス」は一般的に市販されているなんらかのパソコン部品と思われる。また、復号できるのはネットワークの暗号のみであり、専用チップの暗号は解けない。
本人いわく自分の能力を殺戮や犯罪に使いたくないため、全てのテストをいい加減に受けた結果、Bクラス判定されたとのことであり、実力はBクラスを大きく上回る。九に連れ去られた小鳥の居場所を割り出すため、AAAクラスの魔女フレイヤと操網魔法で対決した時は、フレイヤを上回る実力を発揮した。小鳥を救うため九邸へ侵入するも、真子に見つかり首(アニメ版では胴体)を切断され死亡するが、初菜の魔法によって再生され生き返った。
良太に好意があり、「良太の子供を産む」という夢を持っており、瑞花によって死の予知がされた後はその想いがますます強くなり、たまに良太に強引に迫って暴走してしまう。
鎮死剤の量産に成功して薬切れで死ぬ恐れが無くなった後、寧子・初菜とともにアルバイトを始める際、バイト先にメイド喫茶を提案しており、3人で喫茶店「マーメイド」のメイドとして働いている。
作者の作品を通じて初めての関西弁を話すキャラクターである。
鷹鳥 小鳥（たかとり ことり）
声 - 田所あずさ
カズミと同じ日に転校してきた高校1年生。輸送中の事故で逃走したが、寧子たちとは全く面識がない。身長163cm、スリーサイズはB102/W65/H90でHカップ。髪型はロングヘア。天然ボケでおっとりしていて丁寧語を話す。料理と水泳が得意。普段は温厚な人柄だが、やや食いしん坊で、食べ物のことになると目の色が変わるほど執着する。恋愛に憧れており、恋愛漫画を書くのが趣味。
キカコ戦の後、薬が切れていたために山荘で孤独に死のうとしたが、良太と寧子の説得により生きることを決断し、天文台に移り住んだ。本人は知らないが、研究所から「1107番」として追われている。
自分と他人の位置を入れ替える「転位」の魔法を使用するが、この魔法は一度使うと必ずハングアップする。他人と手をつないで発動すれば一緒に移動できる。また、人間以外の動物とも入れ替わることが可能。位置を入れ替えると、運動エネルギーもリセットされる。
その正体は九の妹である怜那を宿主としたグラーネそのもの。天文台襲撃の際に九達に連れ去られ、自身が怜那を生き返らせるための計画に不可欠な存在だと知る。真子からカズミと初菜を殺したことを知り激昂。グラーネの力が覚醒し、真子をも凌駕する力を身に付けるが、同時にグラーネ孵卵の予兆が始まり、女神イズンへ進化が進んでしまう。覚醒による人類滅亡を避けるため、自身をイジェクトするよう良太に頼んでイジェクトされ、自身と人類の救済、そして良太たちと過ごした日々に感謝していた。九には黙っていたものの、自分に怜那の意識があることは知っており、死の間際に兄へ本心を吐露して絶命した。
アニメでは真子との戦闘の描写はなく、九と真子が見ている前で自らをイジェクトし、後に駆けつけた良太に兄への最期の言葉を託して死亡した。その後、良太に千恵の墓の隣に自分の墓を作ってもらった。
ドレスデンの遺跡に同じ姿、同じ名前を名乗る魔法使いがいる（彼女はグラーネ専用の孵卵器であり、他にも似たような個体がいるとマキナは語った）。
斗光 奈波（とこう ななみ）
声 - 沼倉愛美
詳細は#魔女を参照
若林 初菜（わかばやし はつな）
声 - 内山夕実
寧子たちと一緒に研究所を脱走し、別行動していたBクラスの魔法使い。身長160cm、スリーサイズはB85/W55/H81でCカップ。ショートヘアで左側に一房のお下げがある。脱走時に逃げ遅れたことで大量の鎮死剤を入手していたため、一人で生活していた。その後、真子に襲撃され級友に魔法を見られたことと、真子に鎮死剤を奪われたことで、天文部の魔法使いを頼って合流した。
合流直後、良太が信用できる人間かどうか試したが、自分を犠牲にしても助けようとしてくれた良太に好意を抱き、その場で告白しキスしている。
頭を潰されても死なない「再生」の魔法を使用する。全身を粉砕されてもハーネストさえ無事であれば再生できるが、イジェクトされたり鎮死剤切れになると死んでしまう。脱走後にAクラス相当である他人の怪我を治す魔法も可能になっており、死んだ直後の人間でも生き返らせることはできるが、その代償として自分の体が溶けてしまううえ、能力を使いすぎるとハングアップする。代償で体が溶けたとしても死ぬことはなく、ハングアップが解除すれば再生する。
カズミとともに九邸に侵入するも、真子に見つかり、魔法でほぼ全身を粉砕されてしまう。自身を再生した後、カズミを再生の魔法で蘇らせた。その後、二学期から良太たちの高校に編入した。
佳奈に孵卵することを予知で知らされ、高屋に告白され感情が高まったことで孵卵が早まってしまい、高屋を食い殺してしまった。その際突然現れたマキナに全身を粉砕されたが、ドラシルとハーネストが無事であったため、自身の肉体を再生し、高屋を生き返らせた。
高屋に対しては、当初一般人であることから巻き込まないように避けていたが、自分のために自ら食われるほどの覚悟を見せられたことにより心を動かされ、受け入れた。その後高屋と付き合い始めたものの良太への好意は失われておらず、寧子が良太と一緒にラブホテルから出てきたのを目撃した際は、寧子を問い詰めている。
アニメでは最初からAクラスの魔法使いであり、真子の監視役として登場する。監視役は真子によって全員殺されたが、初菜は再生能力があるため復活した。ビーコンは真子に破壊されたため自由な身となり、他の監視役の死体から鎮死剤を集めて逃走した。真子の独り言から良太たちの居場所のヒントを得て、天文台を探し合流した。その後、真子に殺された良太を治すためハングアップしたが、のちに再生し、佳奈の非常ボタンを押した。戦いが終わった後、良太達と星を見に行った。
高屋 雅史（たかや）
良太の中学時代からの同級生の男子で、初菜のクラスメート。不良として知られており、春に暴力事件を起こして二学期まで停学処分を受けていたが、元は優等生であり、停学中に海外留学していた。喧嘩が強く、大の男を一撃で気絶させるほど。
偶然立ち寄ったメイド喫茶でバイトしている初菜を見た際に一目惚れし、足しげく通っている。
初菜が魔法使いであり、次の日には孵卵することを良太から聞き出し、一度は良太に「初菜の傍にいてやって欲しい」と頼むものの、良太から「まず自分に出来ることをしろ」と言われたことで、初菜に告白した。しかし初菜が直後に孵卵してしまい、初菜の意識を取り戻すために自ら食われて死亡した。その後、初菜が蘇ったことで再生の魔法を使用されて生き返り、改めて初菜に告白して付き合うこととなった。
初菜に対しては一途であり、それは他の女子から告白されても断っていることからもうかがえる。しかし男女の交際に関する認識が常識的な範囲から大きく逸脱しており、付き合い出した直後に「いいから黙って俺にセックスされろ」「いいからさっさと服を脱げ!!早く!!」と強引に迫りそのまま行為に及ぼうとした（直後に温泉から帰ってきた寧子に阻止された）。自分の欲望に忠実で、寧子と良太がラブホテルから出てきたのを目撃したときはノリノリで初菜をラブホテルに連れ込もうとした。普段の言動や行動にもそれは現れており、度々初菜をドン引きさせている。反面、初菜からキツイ一言を言われた際はショックで黙り込んでしまうなど傷つきやすいデリケートな面もある。
良太から魔法使い達の事情を説明され、彼女達が普通の日常を過ごせるよう協力することとなった。

### 高千穂
ヴィンガルフの上位機関。九や小野寺が研究所のある椅子に座ると、連なる山々が一望できる山頂や滝壺、草原のような様々な場所へ景色が変わる。九の座る椅子から少し離れた前方に向かい合って役員らしき人物が5人座っており、尋問・指示を行う。現生人類の絶滅、および全ての神を滅ぼすことを目的としている。
3代目神祇官
高千穂のリーダー。宇宙人を最初に発見し、ヴィンガルフを創設した者の孫。村上良太と勇太の父。
村上 勇太（むらかみ ゆうた）
コードネームはマキナ。地球人と宇宙人のキメラであり、高千穂が100年かけて作り出したソーサリアンの素体。
「暇つぶし」のために良太たちの前に突然現れ、孵卵した初菜を粉砕し、寧子を気に入って強引にキスした。しかし、未完成品のため外界に長い間いることで体が崩壊し始めてしまい、高千穂に帰還した。その後、肉体を再生するためカプセルに入れられ、高千穂のトップである丸眼鏡の男が語りかける中、寧子を必ず手に入れることを決意する。
寧子を誘拐し、研究所を案内している際に、研究所で再生中の神が意識を取り戻して動き出したため、それを処分しようとしたが、巨大化した神に喰われて死亡した。

### ヴィンガルフ（魔女の宮殿）
表向きは日本政府の機関、高次生命機構研究所とされている。魔女の素体となる少女の誘拐、魔女の作成、研究、脱走魔女の回収を行っている。警察や自衛隊にも命令を出すことができ、情報を探ろうとするマスコミを処分している。処分されたマスコミのことを知る者達からは「V機関」と呼ばれている。

#### 研究員
九 千怜（いちじく ちさと）
声 - 東地宏樹
研究所の所長を任されている淡い色の髪をした男性。魔女の管理とソーサリアンの組成が仕事だが、寧子らの逃走により作業が遅れている。高千穂からは優秀な研究者であり、計画に欠かせない人物であると一定の評価を受けている。
東大出身であり、小五郎とは同じゼミの出身。史上最高の成績で大学院に進み、研究所に入った。
脱走したヴァルキュリア（真子）の回収のために研究所を出るが、真の目的は真子と1107番を独占し、死んだ妹を蘇らせるためだった。
妹の怜那を女神イズンとして蘇らせるためにグラーネの宿る小鳥を拉致し、素体として失敗作（小鳥に怜那の意識が存在していないと思われていたため）である彼女の内部にあるグラーネを別の素体に移し替え、復活の時を狙っていた。やがて小鳥のドラシルが孵卵し、怜那の意識が存在しない素体でグラーネが覚醒してしまったため、計画は失敗に終わる。しかし小鳥が死に際に発した言葉によって、彼女の意識は怜那のものであったと再認。その後、ヘクセンヤクトの銃撃から怜那の意思に基づき、真子をかばって致命傷を負う。人間の感情を蔑んでいた自身もまた、妹を救うための情を持って動いていたことを情けなく思い、同時に計画の失敗を嘆きながら絶命した。
土屋 邑貴（つちや ゆき）
理科大を次席で卒業した女性。22歳。人付き合いが少なく、外部との繋がりが無くても不自然でないため、研究所に配属された。研修初日でありながら、「龕」の再生された宇宙人を紹介されている。当面の仕事として、瑞花の世話を任されていた。瑞花の死後は研究所の魔女に指揮を出している。
宅間（たくま）
人事部所属の男性。土屋を研究所まで案内した。その際、脱走した魔女から襲撃を受け、土屋を魔女の魔法からかばい、死亡した。
小野寺（おのでら）
九が死亡した後に所長代理の地位に収まった女性。挨拶を欠かした研究員に対して凄まじい形相で詰め寄るなど異常なまでに規律を重んじる性格で、研究員から恐れられている。首筋に真子と同じタイプのハーネストがありヴァルキュリアと思われるが、詳細は不明。
フリストが脱走した際は独力で一蹴するなど、人間を超えた力を持っていることが示されている。

#### 魔女
沙織（さおり）
声 - 矢作紗友里
殺戮型AAクラスの魔法使い。識別番号は6001番。Aクラスの魔法を2つ使用する「ハイブリッド」。ドレスデン製薬高山工場で寧子を迎え撃ち、抹殺に成功したが、良太によって致命傷を負わされて「転時」を使用し、彼と交渉している間に遠隔操作でイジェクトされて死亡した。
魔法の1つは「斬撃」で、6メートル以内のものは何でも切り刻める。もう1つは「転時」で、1分（正確には50数秒、固定）だけ時間を巻き戻せる。沙織以外は失った1分の記憶がなくなるが、大量の魔力を消費するために使用すると確実にハングアップするうえ、しばらく動けなくなってしまう。
キカコ
声 - 濱頭優
寧子たちが恐れているAA+クラスの魔法使い。識別番号は5010番。ワニのように縦長の瞳孔で目の周りには鱗があり、歯も鋭く尖っている。あまり言葉を話さない。シノたち脱走魔法使いのハーネストを回収する任務の際、寧子たちと交戦した。良太に拘束されたが見逃され、研究所へ戻った後イジェクトされ、処分された。
ハイブリッドではないが、「砲撃」の魔法により口からビームを吐き、広域を破壊する。射程距離も長く威力も強力だが、射出までに数秒のタイムラグがあり、攻撃中の本人は隙だらけになる。ハーネストを素手で引きちぎるほどの腕力もある。右腕の服の中から鏃の付いたロープを発射でき、主に近付いてきた相手を捕らえるために使用する。
斗光 奈波（とこう ななみ）
声 - 沼倉愛美
対象の目を見ることで記憶を覗き、削除できる「視憶」と、記憶を書き込む「操憶」の魔法を持つ魔法使い。身長160cm、スリーサイズはB85/W56/H83でCカップ。髪型はツインテール。クラスは視憶だけならAA+、研究所に隠していた操憶を加味すればAAAとされている。サングラスをかけている相手には効果が無い。また、記憶削除の魔法は良太には効かない。識別番号は5210番。無類の甘党。
1107番の捜索のために九が用いた。研究所では魔法が危険視されており、他の魔女とは隔離されその存在すらほとんど知られていなかった。そのため友人を欲しがっており、任務を遂行したら友人ができるよう要求していた。
1日の自由を得るために監視役の黒服の記憶を操作し、単独で天文部の魔法使いたちの居場所をつかむものの、寧子の人の良さに触れたことで良太らの仲間となった。しかし、直後に記憶を取り戻した黒服によりイジェクトされて死亡した。その際、天文部の魔法使いたちから自身の記憶を削除し、良太には自身の人格を書き込むことで研究所の秘密を伝えた。
また、良太が絶体絶命だと思った時に現れるようにしており、良太が真子に殺されかけた際に寧子の非常ボタンの機能を教えた。
瑞花（みずか）
現存する最高の予知能力者であり、AAAの魔法使い。コードネームは「スカジ」。年齢的には中学生。1107番の居場所を予知するよう命じられた。
低ランクの予知能力者と違い、指示した状況に起こる100％確実な未来を予知できる。予知の際は自身の精神体を任意の時間・場所に飛ばし、未来の状況を把握する。また、その際に未来の人間に話しかけることで未来をある程度は変えられるが、自身の予知はできない。
予知の代償として予知のたびに膨大なテロメアが破壊され、細胞分裂ができなくなる。既に両足と右手が欠損して聴力は衰えて右目も包帯で覆っており、後1回の予知で心臓が停止して死亡してしまう。
1107番の予知をする際、カズミと交渉することで未来を確定させ、研究所に居場所を伝えるが、直後に全身が溶けて死亡した。
アニメでは登場しない。
藤崎 真子（ふじさき まこ）
声 - 能登麻美子
Sクラスの魔法使い。コードネームは「ヴァルキュリア」。容姿は髪の色を除いて寧子に瓜二つ。身長163cm、スリーサイズはB89/W57/H87でDカップ。人間でも魔法使いでも命を軽く扱うため、研究所の人間からも恐れられていたが、1107番を捕獲するために九所長が独断で外部に出した。
人体をたやすく破壊できる念力をはじめ、魔法使いの探知魔法や瞬間移動魔法、アンチマターを生み出して山を削るほどの威力の魔法など、さまざまな魔法を使うことができる究極のハイブリッドであり、封印されている間に9個目と10個目の魔力を発現させた。監視としてつけられていた防御・制圧系の魔法を持つAおよびAAクラスの魔女7人を殺害して鎮死剤を奪い、天文部を強襲した。その場は寧子の説得に応じて引き下がったが、九と合流した後再度天文部を強襲した。しかし魔女狩りの妨害に遭って小鳥をさらい、九の別荘に逃亡した。
冷酷な性格だが、寧子を殺すことにはためらいを見せている。また、九にはかつて命懸けで助けられたことで好意を抱き、死んでも命令に従うつもりでいる。九からは単に利用するための存在としか思われていないが、当の本人はまんざらでもなく、むしろ彼のそういった考えに満足している模様。九が死亡したことにより世界に絶望し、人類を滅ぼそうと決意する。
動けるようになった佳奈に隙を突かれ、首を切り裂かれて死んだと思われたが、その直後に11個目の魔法として発現した再生魔法により復活し、良太たちを再び窮地に陥れる。その後、元ヴァルキュリアとしての記憶と力を取り戻した寧子と最終決戦を繰り広げる。最終的には寧子のマイクロブラックホールによってハーネストとドラシル以外が全て消滅し、ドラシルだけの状態になってもハーネストへと戻ろうとしたが、良太によってドラシルを潰されてその生涯に幕を閉じた。ただし、ドラシルが潰れる直接の描写はなかった。
アニメでは、九が死亡した直後に反物質を生成し、周りを吹き飛ばそうとするが、寧子がその場で覚醒し、彼女のマイクロブラックホールによって倒された。また、追加能力の発現がなかった。
高千穂からは死の女神、「ニヴルヘル」への入口であり、ソーサリアンの生成に必要なものとされている。
藤崎真子の名は、極黒のブリュンヒルデ連載前の読み切り「きみとこうかん」のヒロインにも使われている。
フレイヤ
AAAの魔女であり、この世に存在する操網の魔法使いのトップ。本名不明。メガネをかけて後ろで髪をまとめている。
研究所内にもかかわらず漫画やゲームを与えられ、自堕落な生活をしていた。
逃亡した九の追跡のために研究所が用いるが、実際は好待遇と引き換えに九に懐柔され手を貸した張本人であった。
理依（りえ）
小野寺が編成した3人組の一人であり、リーダー格。使用する魔法は不明。髪型はショートカット。まじめな性格で、佳奈からは委員長と呼ばれている。
小野寺の命令により美咲とるるみを率いて病院内の黒服を暗殺しようとするものの、るるみの孵卵によって計画が破綻し、自分を庇ってくれた佳奈を助けるために自らドラシルに食われて死亡した。
美咲（みさき）
小野寺が編成した3人組の一人。メガネをかけたロングヘアで、前髪を自分で切る際に失敗したことを気にしている。
体を透明にする魔法を使用する。身に着けているものは透明にならないため、姿を隠すときは全裸になっている。
透明化して黒服の病室に侵入するものの、既に記者たちにより連れ去られていたため引き返し、ドラシルが結花を食べようとしているところに出くわしたため咄嗟に助けた。その後へクセンヤクトに尋問されそうになったが、研究所からの遠隔操作でイジェクトされて死亡した。
るるみ
小野寺が編成した3人組の一人。魔法使いの中でも一際幼い風貌。
持っている人形を対象の人物に向けて「ロックオン」することで、人形の動きを対象にトレースさせる魔法を使用する。
黒服を自然に見せかけて殺す役割を担っていたが、病院内で突如孵卵し、本体の肉体は巨大化したドラシルに食われて死亡した。その後ドラシルは見張りの刑事と理依を食い殺し、佳奈と結花をも食べようとしたが、良太が連れてきたイニシャライザーにより消滅させられた。
フリスト
ヴァルキュリアの一人であり、小野寺によると真子を上回る最高のヴァルキュリアと言われている。本名は絵里（えり）。
研究所で拘束されていたが、瞬間移動を発現して脱走し、アンチマターを生成したが、小野寺により阻止された。
その後は新型のイニシャライザーにより魔法を封じられて監視されていたが、イニシャライザーがフリストのために自殺したことで再び研究所を破壊しようとした。しかし室内にいた大量のドラシルによって魔法が使えず、失敗した。

#### ソーサリアン
A008
「出来損ない」として劇中でたびたび紹介される、遺跡から再生された宇宙人。
不完全でただ生きているだけであったが、マキナが寧子に引き合わせたことで覚醒し羽のある人型となる。
マキナにより暴行を受けるも、逆にマキナを「作物」として食い殺す。
人類がロキを再生していることを知り、嘆くも体が不完全であったため、溶けて死亡した。
覚醒後の姿が連載時と単行本で若干異なっている。
ロキ
A008とは別の再生された宇宙人。
A008と比べると巨人であり、完全な形で再生されている。
その存在は秘密であり、小野寺すら存在を知らされていない。

### その他の魔法使い
かなで
声 - 髙野麻美
寧子たちと一緒に逃走した魔法使い。人間の真希と行動していたが、再び研究所に捕まり拘束され、イジェクトされ処分された。
千絵（ちえ）
声 - 佐倉綾音
小鳥と行動を共にしていた魔法使い。カズミと面識があり「操網」の魔法を使う。16歳の誕生日を迎える小鳥へのプレゼントとして学校へ入学手続きをした後、鎮死剤を残して自殺した。髪型はショートヘア。誕生日は小鳥の誕生日の1週間後。
シノ
声 - タカオユキ
寧子たちと一緒に逃走した魔法使い。数人で行動し、県立高校に通っていた。髪を後ろで縛っている。キカコを刺客として差し向けられ、カズミに無線で助けを求める。良太と寧子が助けに向かったが、キカコに追い詰められて砲撃で右半身を破壊されて即死し、ハーネストを奪われた。
アニメ版では、動物と会話ができる魔法を使用している。

### ヘクセンヤクト
研究所の元研究員が、研究所の非人道的な計画を阻止するために結成したレジスタンス組織。東京の外れの廃工場に拠点を構えており、地下には大規模な設備を保有している。「ヘクセンヤクト」は魔女狩りを意味するドイツ語。
茜（あかね）
声 - 近藤唯
研究所内部に送り込まれたスパイの一人。寧子たちが輸送されていた際、装甲車に乗っていて事故で下敷きになった女性。白衣を着ており、髪型は黒髪で長めのおかっぱ。「人類を破滅から救えるのはおまえしかいない」と、寧子に情報端末や「宇宙人の受精卵」を液体窒素で冷凍保存したシリンダー状の容器を入れた封筒を渡した。
カズミによると、魔法使いたちが脱走する事故を引き起こした張本人だが、本人はその影響で死んでしまったとのこと。
美樹=ノイマイアー（みき - ）
声 - 佐藤利奈
ヘクセンヤクトのリーダー格の女性。シスター服を着ている。ドラシルやグラーネを危険視しており、魔法使いたちを全員殺害しようとしている。
グラーネ、ヴァルキュリアの危機を回避した後は天文部の魔法使いたちの貢献を認め、UAVによる監視に留めるなど、態度を軟化させた。
イニシャライザー
声 - 皆川純子
ヘクセンヤクトの構成員。幼い少年のような風貌をしている。美樹からはレンと呼ばれており、マキナからはおじさんと呼ばれている。
ドラシルと同様の原理で魔法使いの魔法を中和し、封じることができる。中和できる時間には制限があり、相手がどんな魔法を使うのか知らなければ中和できない制約がある。
また、孵卵したドラシルを一撃で消滅させるなど、中和以外にも能力がある模様。しかし、新月の前後3日間は能力が使えなくなってしまう。
「イニシャライザー」は個人名ではなく魔法中和能力者の総称であり、同様に「イニシャライザー」と呼ばれる別の存在がヴィンガルフにもいる。
長髪の男
本名不明。ヘクセンヤクトの構成員。神父服に丸眼鏡をかけている。
必要とあらば魔法使いたちとの協力も厭わない合理的な考えの持ち主で頑なになりがちな美樹を諌める。
短髪の男
本名不明。ヘクセンヤクトの構成員。神父服の帽子で常に眼が隠れている。日本語を解さない様子でドイツ語でしかしゃべらない。
黒服
声 - 鈴木達央
研究所で脱走魔女の捕獲任務を任されていた男性。ヴィンガルフの中でも数人しかいない、すべての情報を開示されている上級研究員である。
この呼び名の初出はアニメ版第3話のキャスト名。(原作での初出はアニメ放映の約3ヶ月後の連載第107話)
原作劇中では、初菜やるるみ達研究所内の魔法使いからも黒服さんと呼ばれており、本名は不明のままである。良太らの思わぬ抵抗に遭い失敗を繰り返したため解雇を宣告された。土屋に仕事の引き継ぎと助言を残して表向き研究所を去ることになるが、外へ護送される車内で頭部を銃撃され、車ごと崖下に落とされた。死亡したと思われていたが、奇跡的に銃弾がそれたため、のちに廃人状態での生存が確認された。
病院で寝たきりになっており、口封じのため研究所から派遣された魔女に暗殺されそうになっていたが、「ヴィンガルフから来た」という一言を残していたことから、嗅ぎつけた美奈達により意識の無いままさらわれ、美奈の家で匿われていた。目を覚ました後は美奈の家を抜け出し、奈波達の敵討ちのために天文部の魔法使い達を殺害しようとしたが、反撃にあった上に良太の記憶の中の奈波に説得され、敵討ちを断念した。美樹から九の最期を聞かされたことで研究所に肩入れする動機を失い、ヘクセンヤクトに参加することになった。

### 「過去」の登場人物
クロネコ
声 - 種田梨沙
良太が小学生の頃、近所に住んでいた幼馴染の少女。長い黒髪で、左の脇の下に三角形のホクロがある。当時の良太が想いを寄せており、日が暮れるまで2人で遊んでいた。「地球が宇宙人に侵略されている」などと発言していたため、「ウソツキ」と呼ばれていた。生まれて一度も見たことがない海へ行くことに憧れていた。
10年前のある日、宇宙人がいるという場所へ良太を連れて山へ向かうが、ダムを渡る際に良太が足を滑らせ、助けようと手を差し伸べて2人とも谷底へ落ちてしまう。良太は一命を取り留めたが、退院する時にクロネコが即死していたことを告げられる。その正体が黒羽寧子である。
九 怜奈（いちじく れな）
千怜の妹。千怜を慕っていたが、病気で死んでしまった。

### その他の人物
柏木 リサ（かしわぎ リサ）
声 - 優木かな
良太と同じクラスの女子生徒。寧子のことを気にかけており、カラオケに誘った。
真希（まき）
かなでの魔法を見たため、研究所により処分されたとされる人間。
八田 結花（はった きっか）
声 - 本多真梨子
良太の家の近所に住み、家庭教師として勉強を教えてもらっている少女。中学三年生。吹奏楽部に所属している。良太に家庭教師を長く続けてもらうため、勉強を頑張っている。性格はツンデレで髪型はツインテール。
二学期に佳奈と再会し、良太に頼まれたこともあって佳奈のことを気にかけている。るるみに魔法で襲撃され、佳奈に助けてもらったことで魔法使いの存在を知るようになり、佳奈の力になろうとしている。
連載166話で「新人類のイブ」としてヴィンガルフに連れて来られるが、その後登場する事はなく、単行本ではシチュエーションごとカットされた。
柱谷 小五郎（はしらたに こごろう）
声 - 伊藤健太郎
良太の叔父。32歳の独身。アメリカの研究機関から招聘を断り、地方の大学で生化学の教授をしている。超常現象には否定的だったが、寧子の魔法を直接見たことで興味を示して良太に協力し、彼から鎮死剤の複製と宇宙人の受精卵の調査を頼まれた。秋山に受精卵の分析と胚の分割を依頼し、その後、胎児まで成長したサンプルをNASAの知り合いに送る。髪は長めで黒く、背が高くフルリムのセルフレーム眼鏡をかけている。普段は瞑ったかのような細く水平な目をしているが、まぶたを開くと鋭い吊り目である。父親を亡くしている。研究所所長である九とは学生時代の旧友であるが、現在は疎遠となっている。
本人いわく独身なのは「モテないからではなく女はバカなので嫌いだから」とのこと。自転車に乗っても吐いてしまうほど、極度の乗り物酔い体質でもある。
ミヤコ
小五郎の家政婦。和服を着た美人。寧子達が小五郎の家を留守にする際、佳奈の世話を任された。
愛菜（あいな）
初菜が脱走後に潜り込んでいた女子校のクラスメート。初菜を全人類で一番の友達と呼ぶが軽くあしらわれていた。真子に襲われた際初菜が彼女を庇って鎮死剤の隠し場所を自白したため見逃されるが、胴を袈裟切りにされた初菜が再生する姿を目の当たりにし「気持ち悪い」と叫んで逃げ去った。
秋山（あきやま）
小五郎の知人の科学者。メガネをかけた太めの男性。
小五郎から宇宙人の受精卵の培養を依頼された。受精卵を地球外生命体であると確信しており、世間に公表することで偉業を知らしめることを目論んでいる。
しかし公表することを知らされた小五郎に殺害された。
橘 美奈（たちばな みな）
真子が破壊した街の取材に来ていた。新聞社の間ではV機関の暗喩で呼ばれるヴィンガルフのことを執拗なまでに探し求めている。その実は佳奈の実の姉であり、V機関が多くの少女を拉致した時期と重なって行方不明となり拉致されたと推測している佳奈の行方を知ろうとしている。
同僚の記者から得た情報により病院で入院していた黒服を誘拐し、意識を取り戻すまでこっそりと介護している。
佳奈をマキナの攻撃から庇って死亡した。
根井（ねい）
V機関に関わったことで命を落としていった者たちを知っているために同僚の美奈を気にかけている。
V機関につながりがある黒服が意識不明で病院に入院している情報を掴み、記者の女性にリークしたことがきっかけで誘拐作戦に協力させられる事となった。
功名心から佳奈の誘拐を試みるが、良太と高屋に阻止される。
多恵（たえ）
喫茶店「マーメイド」の店主の老婆。客足が少なくなったため、メイド喫茶に業態変更し、オープニングスタッフとして寧子、カズミ、初菜の3人を雇った。
店の内装は喫茶店の時のままであり、メニューも煮物や味噌田楽など、メイド喫茶らしからぬものを提供し続けている。
アメリカ大統領
小五郎が送ったサンプルをNASAの発見として宇宙人の公表を行おうとしたがマキナによって殺される。
アフロディーテ
良太の前に現れた自称女神の少女。
ヴィンガルフへ案内をする条件として接待を要求する。
「普通の生活」や甘いものに対する反応から魔女を連想させるも、ハーネストは無く本人も魔法使いではないと語る。
正体は奈波であり、彼女の姿は良太にしか見えない。

## 用語解説
魔法使い / 魔女
人体改造手術をされさまざまな特殊能力を持ち、首の後ろに「ハーネスト」が埋まっている。鎮死剤を毎日1錠飲まなければ死んでしまう。研究所で非人道的な実験を繰り返されており、脱走した魔法使いおよび魔法使いの存在を知った人間は研究所によって殺される。逃走した魔法使いは27体。5体は鎮死剤が切れて死亡、11体は研究所に自力回収された（第24話時点）。
AAA（トリプルエー）、AA（ダブルエー）、A、B、Cというランクがあり、研究所にはAクラス以上の魔法使いが残され、出来損ないのBクラス以下は過酷な人体実験ののち処分場へ送られる。AAA一人を組成するためには、何百人もの魔法使いを費やす必要があり、数人しかいない。また、AAA以上の魔女にはコードネームがつけられている。
AAAのさらに上に位置するSクラスも存在し、小鳥の供述では人類を何度も滅ぼせるほどの魔法を持っているとされるが、管理・運用が困難なこともあり、カズミの供述によると刺客には用いられない。
ハーネスト
魔法使いの脊髄に埋め込まれた機械。内部に格納されているドラシルが結界を作っているため、魔法の物理作用は一切効かない。首の後ろに丸型の蓋と、その縁に管理するための3種類の小さなボタンがある。ボタンは強く押さないと反応しない。
右下の「ハングアップボタン」を押すと魔法が丸一日使えなくなる。左下の「イジェクトボタン」を押すと直後に身体がドロドロに溶けて死んでしまうが、髪、脊椎、肋骨は残る。一部の内臓や他の骨も残る場合がある。
一番上のボタンは魔法使いによって機能が違い、研究所によって封じられていた能力が発現する魔法使いもいれば、ただ死ぬ以上の苦しみを感じて死ぬ魔法使いもいる。
連載129話の時点で、藤崎真子、小野寺の2名は新型のハーネスト(ハングアップまでの魔法容量の増大、簡易なイジェクトの防止等)を備えている。
良太はHer nest（彼女の巣）という意味であると解釈している。
ハングアップ
ハングアップボタンを押すか、強力な魔法を使いすぎるとハーネストから物質が噴出し、丸一日魔法が使えなくなる状態を指す。
ハングアップボタンを押したまま中央方向にスライドさせれば、時間が経過してもハングアップ状態を維持できる為、探知魔法にかからなくなる。
理由は不明だが、非常ボタンを押す前の佳奈はハングアップした状態でも予知を受信できた。
ビーコン
ハーネストに取り付けられる装置で、研究所からの遠隔操作によりイジェクトボタンを押すことが出来る。魔法使いがハングアップしたことを研究所に伝える機能もある。特定の場所から離れたり、定期的に研究所から発信される解除延長の信号を受信しなければ自動的に作動する等、さまざまなタイプのものがある。基本的に研究所外部に派遣される魔女には装着されているが、真子には付けられなかった。
鎮死剤（ちんしざい）
魔法使いが生きるためのカプセル剤。飲まない場合は30時間後に全身の皮膚が裂けて血が噴出し、35時間後に内臓が溶けて死に至る。40時間が経過すると人の形ではなくなる。飲めばすぐに傷はふさがる。
記号番号はDR623G。ドレスデン製薬が製造しているが、基本的に研究所でしか入手できない。小五郎の調査によると、現物からの複製には半年から数年かかるという結果が出た。また、魔法使いの体が溶けるのは体内でプロテアーゼが分泌されているからであり、鎮死剤によってプロテアーゼの作用を止めていると考察されている。
ドレスデン製薬
鎮死剤を製造していた製薬会社。一度倒産した後は一般的な薬を何も作っていない特殊な会社であり、ウェブサイトはおろか書籍化された文献にもほとんど情報がない。作中では良太らが鎮死剤を盗むために高山工場を訪れ、待ち伏せていた沙織と戦った。
ドラシル
ハーネストの中にいるアメーバのような生物。無数の目と口があり、イジェクトされるとハーネストから排出される。魔女にとって脊髄の役割を果たしている。良太たちは寄生体と考えていたが、美樹により、「ドラシルこそが魔女の正体」であると明かされる。魔女たちの意識は脳ではなくドラシルのものであり、成長して孵卵すると、巨大化して本体の人間を食いつくして完全な化け物になり、魔女だったころの記憶はそのままに周囲の人間を捕食する存在となる。孵卵の際は激しい頭痛が伴い、感情の高ぶりによって早まることもある。本来の脳にある記憶の残滓が見えることもあるが、研究所に入る前の記憶は研究所から与えられたものである。また、人間の脳を食わせて培養したドラシルには、その脳の人格が宿る。孵卵をコントロールする研究もされていたが、魔法使いはいつか必ず孵卵することしか判明しなかった。しかし、小野寺は孵卵に何らかの条件があることに気づいている模様。
グラーネ
高千穂が回収を最優先として九に指示したもの。1107番の中に埋め込まれている特別製のドラシル。美樹によると、グラーネを孵卵させた魔女は全生物の細胞を融解するラグナロクを引き起こし、永遠の若さを司る女神イズンになるとされており、イズンから選ばれたただ一人の人間が永遠の命を手にできるとのこと。しかしこれは九の嘘であり、実際にはイズン一人のみが全生物と引き換えに永遠の命を得られるだけだった。
1107番
キカコがシノらのハーネストを回収した際に目撃した魔法使い。高千穂は生きていることを驚き、九に生死を問わず回収するよう命じた。放置していれば地球上の全生物が滅ぶとされている。その正体は鷹鳥小鳥。
7620番
長野県警の教会での魔女目撃報告から、研究所の男性スタッフが1107番と一緒に現場に居たと推定した魔女。その正体は黒羽寧子。
ヴァルキュリア
Sクラスの魔法使いに付けられるコードネーム。複数存在するらしく確認されているのは寧子、真子、フリストおよび研究員でありながら自らを魔法使いとしている小野寺。初期型のヴァルキュリアである寧子は通常の魔法使いと同じタイプのハーネストを付けられているが、真子以降の改良型のヴァルキュリアにはヴァルキュリア用のハーネストが付けられている。ヴァルキュリア用ハーネストは魔法を使える容量が通常の魔法使いよりも多く、蓋部分には黄道十二宮のサインが刻まれており一目見ただけではどういった機能を持つのか判別できず、そう簡単にハングアップを狙えない代物となっている。
宇宙人
小鳥の供述によると、内臓と筋肉で構成されたピンク色のもぞもぞと動く肉塊状の生物であり、魔女との反応を調査する実験が行われていた。佳奈も実験で同じものを見たが、宇宙人とは聞かされていない。研究所を作った人間は約100年前の1910年に宇宙人の遺跡をドイツのドレスデンの炭鉱内で発見した。
ソーサリアン
ロキと人間の子。
高千穂のリーダーが九の仕事として「ソーサリアンの組成」を挙げている。土屋が研修初日に紹介された「A008」と呼ばれるソーサリアンは物語開始の20年前に組成された出来損ないであり、DNAの塩基配列がATGCではない。また、地球上に存在しない分子が含まれている。
情報端末
茜が寧子に渡した手のひらサイズの端末。表に大きな縦長長方形のディスプレイがあり、下方にボタンが5つ並んでいる。起動には乾電池が2本必要。起動直後にはドイツ語による5行の文が表示され、画面をスクロールすると地図が表示された。カズミの意訳では「今すぐ魔女どもを殺せ ならば真実を伝えよう」。GPSチップも内蔵されている。後述の教会に残されていたパスワードを入力することで、へクセンヤクトとの連絡手段となった。また、別のパスワードを入力すれば鎮死剤の分子構造と合成方法が表示される。魔女狩りがそのパスワードを把握しており、グラーネの孵卵による危機の回避に天文部が協力したことで交換条件としてパスワードを提供し、鎮死剤の量産に成功した。
教会
上記の端末の地図に示されていた中軽井沢にあり、廃墟となっていた。瓦礫の様子から、壊されてあまり時間が経過していないことがうかがえる。壁にはドイツ語でニーベルンゲンの歌の第一章第一節が彫られており、文中の「偉大な英雄」の箇所に血が付けられていた。近隣には老婆のいる土産物屋がある。
シリンダー
茜が寧子に渡した容器。寧子は「宇宙人の受精卵」と聞かされていた。良太に依頼された小五郎が調査した結果、実際に受精卵らしき細胞が入っていた。更に地球上の生物にはない塩基配列が含まれていたが、小五郎は良太にその事実を隠したまま、秋山に依頼して密かに多胚化させて培養している。
その後、分割された一方はヘクセンヤクトに取引の際に引き渡され、もう一方は小五郎によってNASAへサンプルが送られる。
黒服は「神族の受精卵」、ヘクセンヤクトは「タリスマン」と呼称した。

## 書誌情報

### 漫画本編
- 岡本倫 『極黒のブリュンヒルデ』 集英社〈ヤングジャンプ・コミックス〉、全18巻

| 巻数 | 発売日（奥付発行日）       | ISBN              |
| ---- | -------------------------- | ----------------- |
| 1    | 2012年5月18日（5月23日）   | 978-4-08-879348-1 |
| 2    | 2012年8月17日（8月22日）   | 978-4-08-879397-9 |
| 3    | 2012年11月19日（11月24日） | 978-4-08-879433-4 |
| 4    | 2013年2月19日（2月24日）   | 978-4-08-879524-9 |
| 5    | 2013年6月19日（6月24日）   | 978-4-08-879564-5 |
| 6    | 2013年9月19日（9月24日）   | 978-4-08-879651-2 |
| 7    | 2013年12月19日（12月24日） | 978-4-08-879669-7 |
| 8    | 2014年3月19日（3月24日）   | 978-4-08-879805-9 |
| 9    | 2014年4月18日（4月23日）   | 978-4-08-879806-6 |
| 10   | 2014年7月18日（7月23日）   | 978-4-08-879865-3 |
| 11   | 2014年10月17日（10月22日） | 978-4-08-890055-1 |
| 12   | 2015年1月19日（1月24日）   | 978-4-08-890103-9 |
| 13   | 2015年4月17日（4月22日）   | 978-4-08-890146-6 |
| 14   | 2015年7月17日（7月22日）   | 978-4-08-890229-6 |
| 15   | 2015年10月19日（10月24日） | 978-4-08-890275-3 |
| 16   | 2016年1月19日（1月24日）   | 978-4-08-890343-9 |
| 17   | 2016年5月19日（5月24日）   | 978-4-08-890387-3 |
| 18   | 2016年5月19日（5月24日）   | 978-4-08-890436-8 |

### 特別編
ミラクルジャンプ2014年6月号掲載の12ページ読み切り。単行本未収録。
鷹取小鳥と、彼女に思いを寄せるクラスメイトの平野とのショートエピソード。
また同誌には、横槍メンゴ『君は淫らな僕の女王』、サンカクヘッド『干物妹!うまるちゃん』とのコラボピンナップが掲載されている。

### 小説
- 成上真 著『極黒のブリュンヒルデ　The Moment』 集英社〈ジャンプ ジェイ ブックス〉 
  - 2014年4月18日発売、ISBN 978-4-08-703313-7

## テレビアニメ
| 原作                            | 岡本倫（集英社「週刊ヤングジャンプ」連載） |
| 監督                            | 今泉賢一                                   |
| シリーズ構成・脚本              | 北島行徳                                   |
| キャラクターデザイン 総作画監督 | 烏宏明                                     |
| プロップデザイン                | 宮川治雄                                   |
| 美術監督                        | 氏家誠                                     |
| 色彩設計                        | 佐野ひとみ                                 |
| 撮影監督                        | 阿部安彦                                   |
| CGディレクター                  | 福士直也                                   |
| 編集                            | 平木大輔                                   |
| 音響監督                        | 土屋雅紀                                   |
| 音楽                            | 鴇沢直                                     |
| 音楽プロデューサー              | 小嶋遼、近藤貴郎                           |
| 企画プロデューサー              | 森尻和明                                   |
| プロデューサー                  | 奈良駿介、伊藤憲浩、角田博昭、木村文彦     |
| 制作プロデューサー              | 小澤一由、川上竜太郎                       |
| プロデュース                    | ジェンコ                                   |
| 制作                            | アームス                                   |
| 製作                            | 「極黒のブリュンヒルデ」製作委員会         |

2014年4月よりTOKYO MX、読売テレビ、中京テレビ、BS11ほかで放送された。テレビ放送13話+OVA1話の全14話。
監督は『家庭教師ヒットマンREBORN!』や『生徒会の一存 Lv.2』の今泉賢一、シリーズ構成は『ハマトラ』でプロジェクト構成を担当した北島行徳、キャラクターデザインは『まおゆう魔王勇者』の烏宏明、アニメーション制作は『ウィザード・バリスターズ 弁魔士セシル』のアームスがそれぞれ担当する。
テレビアニメ化に際して初菜の設定や動向が原作と異なるなど大きく改変されており、物語の進行具合が中盤以降は駆け足気味となっている。
本作と同じく岡本倫の作品でアームスがテレビアニメ化を手掛けた『エルフェンリート』と同様に、女性陣のサービスカットはふんだんに盛り込まれているが、そのためにも女性陣の身体は全裸を基本とした設定が作り込まれており、本編ではそれに沿ってバストサイズなどプロポーションの違いも1人ずつ描き分けられている。
BD / DVDは単巻では発売されず、全2巻のBOXで発売された。そのうち第2巻は、第13話がテレビ放送版ではなくディレクターズ・カット版となっているほか、第11.5話に相当するOVA「から騒ぎ」が収録されている。作画が修正されてクオリティが向上しているほか、本放送時に規制されていたグロテスクな箇所が解禁されているが、その素材の一部は2014年10月から読売テレビで行われた再放送版にも用いられており、グロテスクな箇所も一部は解禁されている。原作者・岡本の意向により、乳首の輪郭はアダルトゲームでしばしばみられるようなグラデーションを成す描写になっている。

### 主題歌
オープニングテーマ
「BRYNHILDR IN THE DARKNESS -Ver. EJECTED-」（第1話 - 第9話、第11.5話）
作曲・編曲 - 鴇沢直
インストゥルメンタル曲。第13話では挿入曲として使用。
「Virtue and Vice」（第10話 - 第13話）
作詞・作曲・編曲・歌 - Fear, and Loathing in Las Vegas
エンディングテーマ「いちばん星」
作詞 - keity.pop /  作曲 - モチヅキヤスノリ / 編曲 - 小森茂生
歌 - 黒羽寧子（種田梨沙）、橘佳奈（洲崎綾）、カズミ・シュリーレンツァウアー（M・A・O）、鷹鳥小鳥（田所あずさ）

### 各話リスト
| 話数     | サブタイトル     | 絵コンテ | 演出         | 作画監督                              |
| -------- | ---------------- | -------- | ------------ | ------------------------------------- |
| 第1話    | きみを待ちながら | 今泉賢一 | 竹下健一     | 鳥宏明                                |
| 第2話    | 魔法使い         | 今泉賢一 | 玉田博       | 村司晃英、松本純平                    |
| 第3話    | 鎮死剤           | 今泉賢一 | 駒屋健一郎   | 小関雅                                |
| 第4話    | 失われた記憶     | 今泉賢一 | 渡部周       | 松本純平、Jang Min Ho                 |
| 第5話    | 天体観測         | 今泉賢一 | 西村博昭     | Lee Sang Min                          |
| 第6話    | 微笑の理由       | 今泉賢一 | 高村雄太     | 濱中明子、村司晃英                    |
| 第7話    | 希望のかけら     | 今泉賢一 | 松本マサユキ | 中村深雪                              |
| 第8話    | 残された手がかり | 今泉賢一 | 渡部周       | 松本純平、Yu Min Zi                   |
| 第9話    | 模造の記憶       | 今泉賢一 | 駒屋健一郎   | 荒尾英幸                              |
| 第10話   | 生きている証     | 今泉賢一 | 高村雄太     | Jang Min Ho、Yu Min Zi                |
| 第11話   | 突然の再会       | 今泉賢一 | 西村博昭     | Park Hey Ran、Lee Seok In             |
| 第11.5話 | から騒ぎ         | 中野英明 | 中野英明     | 服部憲知、園田高明 一居一平、津熊健徳 |
| 第12話   | 魔女狩り         | 今泉賢一 | 渡部周       | 松本純平、Yu Min Zi 洪範錫            |
| 第13話   | 守りたいもの     | 今泉賢一 | 今泉賢一     | 鳥宏明、今泉賢一 Hue Hey Jung         |

### 放送局
| 放送地域   | 放送局                                | 放送期間               | 放送日時                     | 放送系列       | 備考             |
| ---------- | ------------------------------------- | ---------------------- | ---------------------------- | -------------- | ---------------- |
| 東京都     | TOKYO MX                              | 2014年4月6日 - 6月29日 | 日曜 22:00 - 22:27           | 独立局         |                  |
| 近畿広域圏 | 読売テレビ                            | 2014年4月8日 - 7月1日  | 火曜 1:59 - 2:29（月曜深夜） | 日本テレビ系列 | 『MANPA』第1部   |
| 中京広域圏 | 中京テレビ                            | 2014年4月8日 - 7月1日  | 火曜 2:22 - 2:52（月曜深夜） | 日本テレビ系列 |                  |
| 日本全域   | BS11                                  | 2014年4月8日 - 7月1日  | 火曜 3:00 - 3:30（月曜深夜） | BS放送         | 『ANIME+』枠     |
| 日本全域   | AT-X                                  | 2014年4月11日 - 7月4日 | 金曜 23:00 - 23:30           | CS放送         | リピート放送あり |
| 日本全域   | BS日テレ                              | 2014年10月7日 -        | 火曜 2:30 - 3:00（月曜深夜） | BS放送         | 実質再放送       |
| 日本全域   | 日テレプラス ドラマ・アニメ・スポーツ | 2014年11月1日 -        | 土曜 1:30 - 2:00（金曜深夜） | CS放送         |                  |

| 放送地域 | 放送局             | 放送期間              | 放送日時                   | 放送系列   | 備考 |
| -------- | ------------------ | --------------------- | -------------------------- | ---------- | ---- |
| 日本全域 | バンダイチャンネル | 2014年4月8日 - 7月1日 | 火曜 12:00 更新            | ネット配信 |      |
| 日本全域 | ニコニコ生放送     | 2014年4月8日 - 7月1日 | 火曜 23:30 - 水曜 0:00     | ネット配信 |      |
| 日本全域 | ニコニコチャンネル | 2014年4月9日 - 7月2日 | 水曜 0:00 更新（火曜深夜） | ネット配信 |      |

### BD-BOX / DVD-BOX
| 巻 | 発売日        | 収録話         | 規格品番   | 規格品番   | 規格品番 |
| 巻 | 発売日        | 収録話         | BD         | DVD        |          |
| -- | ------------- | -------------- | ---------- | ---------- | -------- |
| I  | 2014年7月30日 | 第1話 - 第6話  | VPXY-72932 | VPBY-10993 |          |
| II | 2014年9月24日 | 第7話 - 第13話 | VPXY-72933 | VPBY-10994 |          |

### サウンドトラック
- 極黒のブリュンヒルデ オリジナル・サウンドトラック（2014年4月23日発売）

### Webラジオ
『ラジオ 極黒のブリュンヒルデ カズミと小鳥の「いちばん星み〜つけた!」』のタイトルで、2014年4月10日から12月25日までHiBiKi Radio Stationにて配信されていた。隔週木曜日更新。出演はM・A・O（カズミ＝シュリーレンツァウアー 役）、田所あずさ（鷹鳥小鳥 役）。

#### ゲスト
- 第3回（2014年5月8日） - 洲崎綾（橘 佳奈 役）
- 第4回（2014年5月22日） - 種田梨沙（黒羽 寧子 役）
- 第12回（2014年9月11日） - 沼倉愛美（斗光 奈波 役）
- 第13回（2014年9月25日） - 内山夕実（若林 初菜 役）
- 第15回（2014年10月23日） - 逢坂良太（村上良太 役）